# Akani Simbine
Akani Simbine (* 21. September 1993 in Kempton Park) ist ein südafrikanischer Sprinter, der sich auf den 100-Meter-Lauf spezialisiert hat. Er ist Inhaber des südafrikanischen Landesrekords über diese Distanz und siegte 2018 bei den Commonwealth Games. Zudem wurde er 2018 Afrikameister über 100 Meter sowie 2016 und 2018 mit der südafrikanischen 4-mal-100-Meter-Staffel.

## Sportliche Laufbahn
Erste Erfahrungen bei internationalen Meisterschaften sammelte Akani Simbine bei den Studentenweltspielen 2013 im russischen Kasan, bei denen er über 100 Meter das Halbfinale erreichte und mit der südafrikanischen 4-mal-100-Meter-Staffel im Finale mit 45,82 s den siebten Platz belegte. Über 100 Meter qualifizierte er sich auch für die Weltmeisterschaften in Moskau, bei denen er mit 10,38 s bereits in der ersten Runde ausschied. 2014 nahm Simbine zum ersten Mal an den Commonwealth Games im schottischen Glasgow teil und schied dort über 100 Meter mit 10,21 s im Halbfinale aus und belegte über 200 Meter im Finale den fünften Platz. Zudem erreichte er mit der südafrikanischen Stafette den vierten Platz. Kurz darauf belegte er bei den Afrikameisterschaften in Marrakesch den achten Platz im 100-Meter-Lauf. 2015 nahm der Student der Universität Pretoria erneut an der Sommer-Universiade im südkoreanischen Gwangju teil und gewann dort mit neuem Landesrekord von 9,97 s die Goldmedaille vor dem Jamaikaner Kemarley Brown. Zudem gewann er mit der südafrikanischen Mannschaft die Bronzemedaille mit der Staffel. Daraufhin nahm er an den Weltmeisterschaften in Peking teil, bei denen er diesmal das Halbfinale über 100 und 200 Meter erreichte. Zudem musste er den Vorlauf mit der südafrikanischen 4-mal-100-Meter-Staffel vorzeitig beenden. 2016 verbesserte er den Landesrekord im März auf 9,96 s und später auf 9,89 s und rangiert damit (Stand April 2018) auf dem 30. Rang der ewigen Bestenliste. Bei den Afrikameisterschaften in Durban gewann er über 100 Meter in 10,05 s die Bronzemedaille sowie die Goldmedaille mit der südafrikanischen Staffel. Er qualifizierte sich zudem erstmals für die Olympischen Spiele in Rio de Janeiro, bei denen er über 100 Meter im Finale 9,94 s lief und damit Rang fünf belegte.
2017 nahm er an den Weltmeisterschaften in London teil und belegte dort im Finale mit 10,01 s ebenfalls den fünften Platz. Im April 2018 gewann Akani Simbine in 10,03 s die Goldmedaille über 100 Meter bei den Commonwealth Games im australischen Gold Coast vor seinem Landsmann Henricho Bruintjies. Mit der südafrikanischen 4-mal-100-Meter-Staffel gewann er mit neuem Landesrekord von 38,24 s die Silbermedaille hinter der Mannschaft aus England. Bei den Afrikameisterschaften in Asaba siegte er als Favorit über 100 Meter in 10,25 s vor dem Ivorer Arthur Cissé und seinem Landsmann Simon Magakwe. Zudem war er auch mit der Staffel in neuem Meisterschaftsrekord von 38,25 s erfolgreich. Im September wurde er beim Continentalcup in Ostrava in 10,11 s Dritter über 100 Meter hinter dem US-Amerikaner Noah Lyles und Su Bingtian aus China. Zudem kam er im Staffelbewerb nicht ins Ziel. Im Jahr darauf wurde er in 9,95 s Dritter beim Diamond-League-Meeting in Shanghai und bei den Müller Anniversary Games in London siegte er in 9,93 s. Kurz zuvor schied er bei den World Relays in Yokohama mit 38,66 s in der Vorrunde mit der 4-mal-100-Meter-Staffel aus und mit der 4-mal-200-Meter-Staffel wurde er in 1:20,42 min Zweiter hinter dem Team aus den USA. Beim ISTAF in Berlin wurde er in 9,99 s Zweiter und gelangte anschließend bei den Weltmeisterschaften in Doha bis in das Finale und wurde dort in 9,93 s Vierter und erreichte mit der 4-mal-100-Meter-Staffel mit neuem Afrikarekord von 37,73 s Rang fünf. 2020 siegte er bei mehreren Stationen der World Athletics Continental Tour, so siegte er in 10,19 s beim Meeting Pro Athlé Tour de Marseille, in 10,17 s beim 56. Palio Città della Quercia in Padua und in 10,02 s bei der Gala dei Castelli in Bellinzona. Zum Saisonende siegte er dann in 9,96 s bei der Golden Gala Pietro Mennea in Rom, einem Diamond League Meeting. Bei den World Athletics Relays 2021 im polnischen Chorzów siegte er in 38,71 s in der 4-mal-100-Meter-Staffel. Anfang Juni siegte er in 10,04 s bei der Golden Gala Pietro Mennea und kurz darauf siegte er in 10,11 s auch bei Spitzen Leichtathletik Luzern. Anschließend siegte er in 9,84 s beim Gyulai István Memorial und stellte damit einen neuen Afrikarekord auf. Daraufhin gelangte er bei den Olympischen Sommerspielen in Tokio bis ins Finale über 100 m und verpasste dort in 9,93 s als Vierter knapp eine Medaille. Zudem konnte er den Vorlauf im Staffelbewerb nicht beenden.
2022 musste er sich bei den Afrikameisterschaften in Port Louis mit 9,93 s dem Kenianer Ferdinand Omanyala geschlagen geben und kam er im Staffelbewerb im Vorlauf zum Einsatz und trug damit zum Gewinn der Silbermedaille bei. Anschließend wurde er bei den Bislett Games in 10,09 s Dritter über 100 Meter und siegte in 10,02 s beim Bauhaus-Galan. Bei den Weltmeisterschaften in Eugene erreichte er erneut das Finale und klassierte sich dort mit 10,01 s auf dem fünften Platz und wurde mit der Staffel in 38,10 s Sechster im Finale. Daraufhin gewann er bei den Commonwealth Games in Birmingham in 10,13 s die Silbermedaille und musste sich dort erneut dem Kenianer Omanyala geschlagen geben. Im Jahr darauf wurde er beim Meeting International Mohammed VI d’Athlétisme de Rabat in 9,99 s Zweiter über 100 Meter und im Juli siegte er in 10,03 s bei der Bauhaus-Galan sowie in 9,97 s beim Memoriał Kamili Skolimowskiej. Im August wurde er dann bei den Weltmeisterschaften in Budapest im Halbfinale über 100 Meter wegen eines Fehlstarts disqualifiziert und kam mit der Staffel im Finale nicht ins Ziel. 2024 siegte er in 10,01 s bei der Diamond League Shanghai und anschließend sicherte er der südafrikanischen Staffel bei den World Athletics Relays einen Startplatz für die Olympischen Spiele in Paris. Ende Mai siegte er in 9,94 s bei den Bislett Games und wurde beim London Athletics Meet in 9,86 s Zweiter. Im August belegte er bei den Olympischen Sommerspielen in Paris in 9,82 s im Finale den vierten Platz über 100 Meter und gewann mit der Staffel mit neuem Afrikarekord von 37,57 s im Finale gemeinsam mit Bayanda Walaza, Shaun Maswanganyi und Bradley Nkoana die Silbermedaille hinter dem kanadischen Team. 
2025 startete er erstmals bei den Hallenweltmeisterschaften in Nanjing im 60-Meter-Lauf und gewann dort in 6,54 s die Bronzemedaille hinter dem Briten Jeremiah Azu und Lachlan Kennedy aus Australien.
In den Jahren 2015 und 2017 sowie von 2021 bis 2024 wurde Simbine südafrikanischer Meister im 100-Meter-Lauf sowie 2019 über 200 Meter. Er ist Absolvent der Universität Pretoria.

## Persönliche Bestzeiten
- 100 Meter: 9,82 s (+1,0 m/s), 4. August 2024 in Paris (südafrikanischer Rekord)
  - 60 Meter: 6,53 s, 18. Februar 2023 in Pretoria
- 200 Meter: 19,95 s A (+1,7 m/s), 4. März 2017 in Pretoria